# Opius propeattilam
Opius propeattilam är en stekelart som beskrevs av Fischer 1981. Opius propeattilam ingår i släktet Opius och familjen bracksteklar. Inga underarter finns listade i Catalogue of Life.